# Cratere Balvicar
Balvicar  è un cratere sulla superficie di Marte.